# Saint-Jean-de-Beauregard
Saint-Jean-de-Beauregard je francouzská obec v departementu Essonne, v regionu Île-de-France, 24 kilometrů jihozápadně od Paříže.

## Geografie
Sousední obce: Bures-sur-Yvette, Les Ulis, Gometz-le-Châtel, Marcoussis a Janvry.
Městem protéká řeka Salmouille.

## Vývoj počtu obyvatel
Počet obyvatel

## Památky
- Château de Beauregard